# Зегая
Зегая (рум. Zegaia) — село у повіті Мехедінць в Румунії. Входить до складу комуни Прунішор.
Село розташоване на відстані 259 км на захід від Бухареста, 13 км на схід від Дробета-Турну-Северина, 84 км на північний захід від Крайови.

## Населення
За даними перепису населення 2002 року у селі проживали 494 особи, з них 493 особи (99,8%) румунів. Рідною мовою 493 особи (99,8%) назвали румунську.